# Юлія Юнґ
Юлія Юнґ (нім. Julia Jung, 4 жовтня 1979) — німецька плавчиня.
Призерка Чемпіонату світу з водних видів спорту 1994 року.
Призерка Чемпіонату світу з плавання на короткій воді 1995 року.
Чемпіонка Європи з водних видів спорту 1995 року.